# Diritto a un ambiente sano

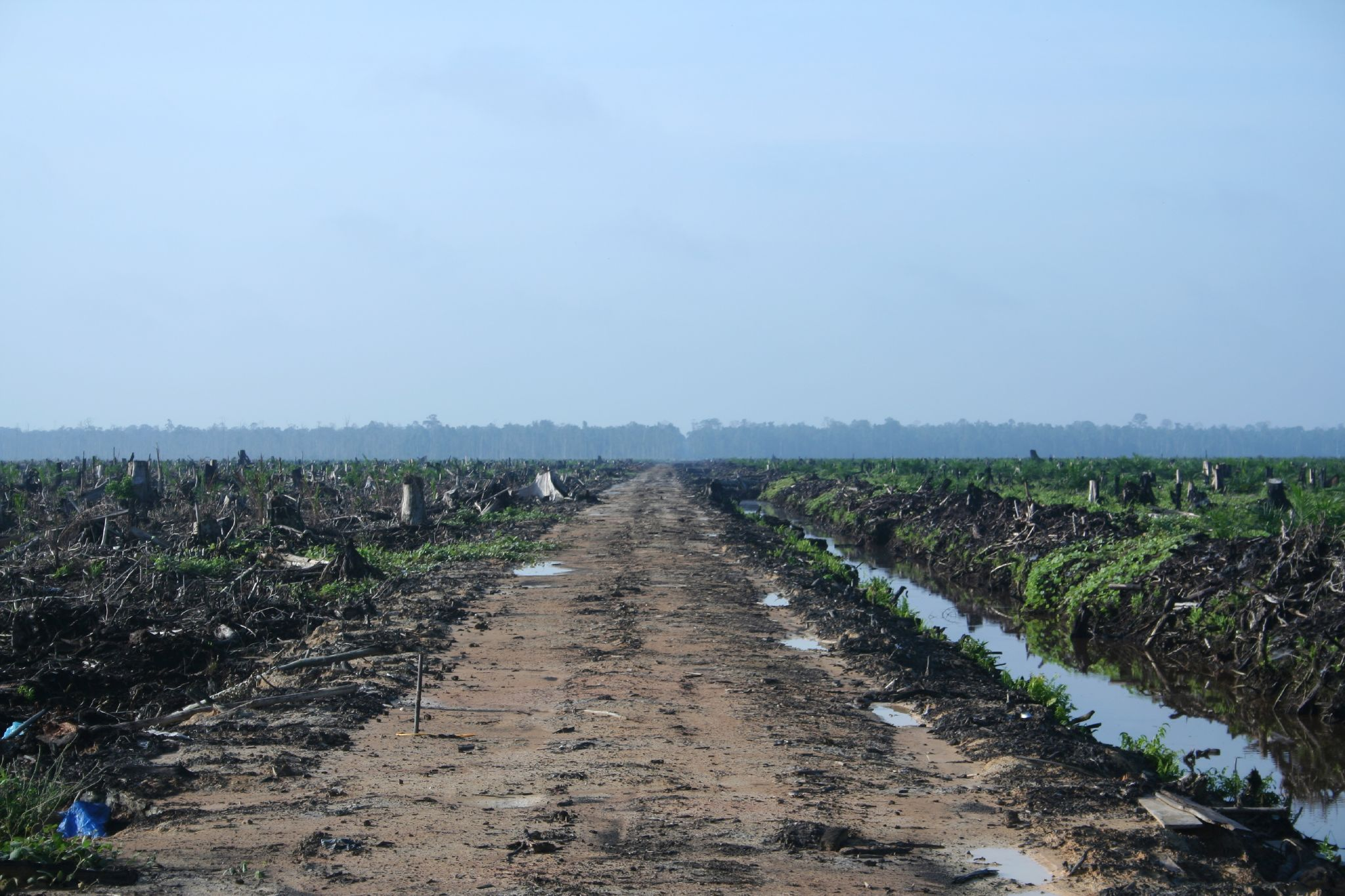
Deforestazione in Indonesia per ottenere olio di palma

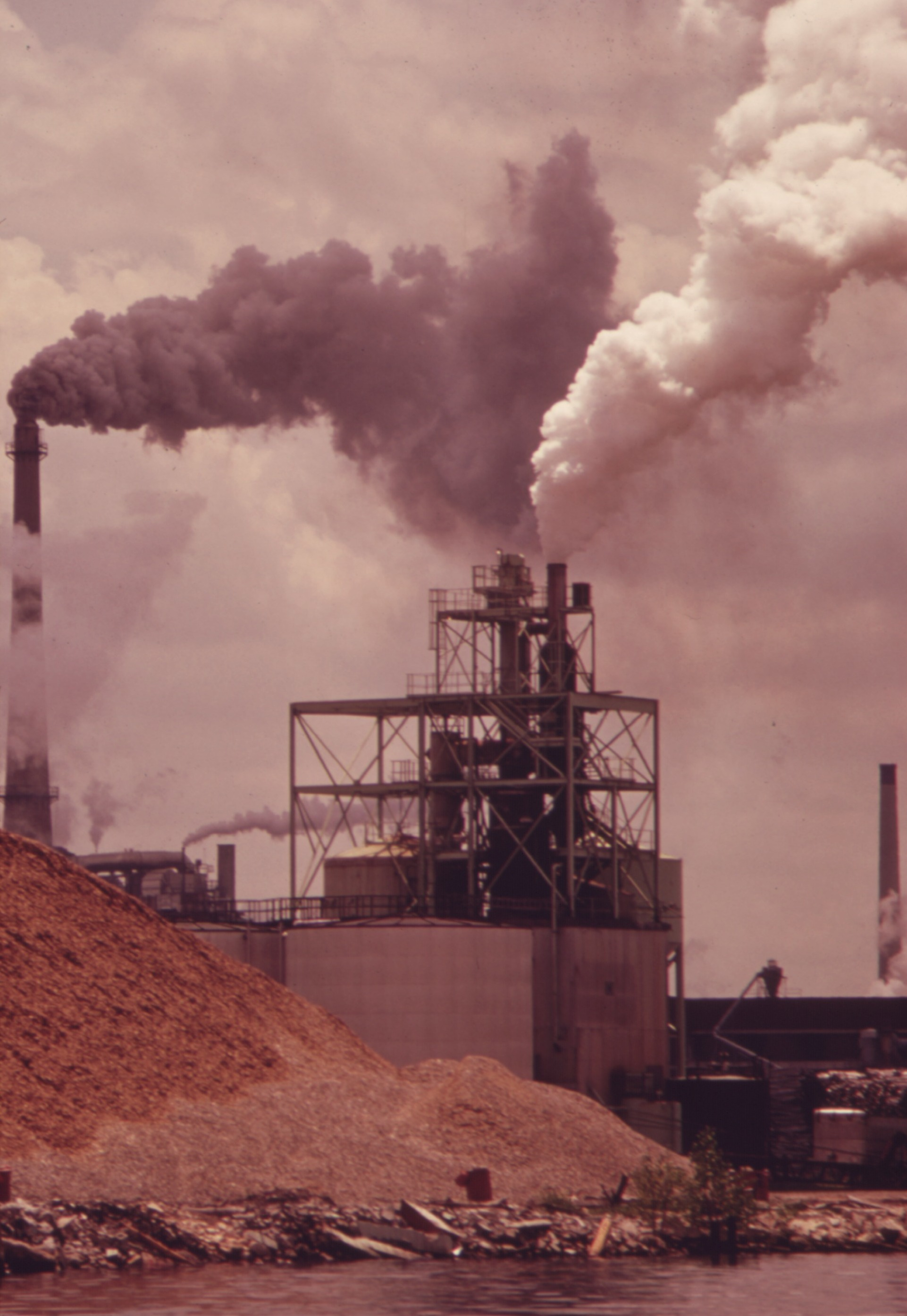
Ciminiere industriali eruttano particolato e solfiti

Il diritto a un ambiente sano o il diritto a un ambiente sano e sostenibile è un diritto umano sostenuto dalle organizzazioni per i diritti umani e dalle organizzazioni ambientali per proteggere i sistemi ecologici che forniscono la salute umana. Tale diritto è connesso ad altri diritti umani incentrati sulla salute, come il diritto all'acqua, il diritto al cibo e il diritto alla salute. Il diritto a un ambiente sano utilizza un approccio ai diritti umani per proteggere la qualità ambientale in contrasto con la teoria giuridica sviluppata per i diritti della natura che cerca di estendere alla natura i diritti creati per gli esseri umani o altre entità legali.
Tale diritto crea un obbligo per lo stato di regolamentare e applicare le leggi ambientali, controllare l'inquinamento e fornire in altro modo giustizia e protezione per le comunità danneggiate dai problemi ambientali. Il diritto a un ambiente sano è stato un diritto importante per la creazione di precedenti per le controversie legali sui cambiamenti climatici e altre questioni ambientali.
Il diritto a un ambiente sano è al centro dell'approccio internazionale ai diritti umani e al cambiamento climatico. Gli accordi internazionali che supportano questo diritto includono la Dichiarazione di Stoccolma del 1972, la Dichiarazione di Rio del 1992 e il più recente Patto globale per l'ambiente. Oltre 150 stati delle Nazioni Unite hanno riconosciuto il diritto in qualche forma tramite legislazione, contenzioso, diritto costituzionale, diritto convenzionale o altra autorità legale. La Carta africana dei diritti dell'uomo e dei popoli, la Convenzione americana dei diritti dell'uomo e l'Accordo Escazu includono ciascuno il diritto a un ambiente sano. Altri accordi sui diritti umani, come la Convenzione internazionale sui diritti dell'infanzia, fanno riferimento a questioni ambientali in relazione al loro soggetto principale, in questo caso i diritti dei bambini.
I relatori speciali delle Nazioni Unite sui diritti umani e l'ambiente John H. Knox (2012–2018) e David R. Boyd (2018–) hanno formulato raccomandazioni su come formalizzare questi diritti nel diritto internazionale. Ciò è stato approvato da una serie di comitati a livello delle Nazioni Unite, nonché da comunità legali locali come il New York City Bar, nel 2020. Gli effetti del cambiamento climatico sui diritti umani sono presentati dall'OHCHR in una scheda informativa con le domande più frequenti sull'argomento.